# Gaullin
Линас Гаудутис (лит. Linas Gaudutis; род. 22 ноября 1998, Паневежис, Литва), более известный под псевдонимом Gaullin — литовский диджей и музыкальный продюсер.

## Карьера
Gaullin начал карьеру в 2017 году с выпуска синглов на SoundCloud. Летом 2018 года был опубликован сингл Moonlight, кавер-версия одноименной песни американского рэпера XXXTentacion, который умер несколькими месяцами ранее. Gaullin выбрал название до кончины рэпера, который был убит только несколько недель спустя. В конце лета 2018 года трек получил мировое признание в чартах, хотя поначалу был успешен только в литовском сегменте Spotify. В конце 2018 года песня стала первой в Польше, в начале 2019 года в немецкоязычных странах и во Франции оказалась в первых рядах в Spotify. С марта 2019 года распространилась в центральной и восточной Европе и вошла в музыкальные чарты.
Gaullin заключил контракт с Lithuania HQ и B1 Recordings.

## Дискография

### Альбомы
- 2018: Wonder

### Синглы
- 2017: Crush (с Lucky Luke)
- 2017: Time (с EveBel)
- 2017: We Can
- 2017: Close Your Eyes (с Aivarask)
- 2017: Out My Mind (с LTGTR. при уч. Mar Q)
- 2017: Sun Goes Down
- 2017: Wait
- 2017: Leave the World (с Dwin)
- 2018: Step Back (с LTGTR)
- 2018: All the Things
- 2018: Over You (с HGZ)
- 2018: Where R U (с Kaan Pars)
- 2018: Friend (с Lucky Luke)
- 2018: Find You
- 2018: Bang Bang 99 (с Dwin)
- 2019: Talk to Me
- 2018: Op Opa
- 2018: Like U
- 2018: I Can See
- 2018: Moonlight
- 2019: Without Me
- 2019: Sweater Weather (с Джулианом Перреттой)

### Приглашённый исполнитель
- 2018: Sun Goes Down (AkroSonix при уч. Gaullin)

### Ремиксы
- 2017: Dwin — LaLaLaLaLa
- 2019: Winona Oak — He Don’t Love Me

## Награды за музыкальные продажи
Золотой диск
| Страна / Регион | Золото | Платина | Продажи | Источники         |
| --------------- | ------ | ------- | ------- | ----------------- |
| Франция (SNEP)  | 1      | —       | 100000  | snepmusique.com   |
| Германия (BVMI) | 1      | —       | 200000  | musikindustrie.de |
| в целом         | 2      | —       |         |                   |